# REO Speedwagon
Az REO Speedwagon amerikai rockegyüttes. 1967-ben alakultak az Illinois állambeli Champaign-ben. Első lemezük 1971-ben jelent meg. Az 1970-es és '80-as években számítottak népszerűnek, főleg az Egyesült Államokban. Az 1990-es évekre csökkent irántuk az érdeklődés, de mint koncertzenekar továbbra is sikeresek maradtak. A "Keep On Loving You" című daluk megtalálható a Grand Theft Auto: Vice City Stories videójátékban is. Lemezkiadóik: Epic Records, Speedwagon Records, Sony Records/Legacy Records. Eleinte hard/progresszív/blues rockot játszottak, majd Kevin Cronin belépésével stílusuk megváltozott, áttértek a könnyen befogadható aréna/pop/soft rock műfajokra. Nevüket az "REO Speed Wagon" nevű pick-up-ról kapták, amelyet az REO Motor Car Company gyártott. Az autóval ellentétben a zenekar nevét nem "reo"nak kell ejteni, hanem betűzve.

## Tagjai
- Neal Doughty - billentyűk (1967-)
- Kevin Cronin - ének, ritmusgitár, billentyűk (1972-1973, 1976-)
- Bruce Hall - basszusgitár, vokál, ének (1977-)
- Dave Amato - gitár, vokál (1989-)
- Bryan Hitt - dobok, ütős hangszerek (1989-)

## Korábbi tagok
- Alan Gratzer – dob, ütős hangszerek, vokál (1967–1988)
- Joe Matt – gitár, ének (1967–1968)
- Mike Blair – basszusgitár, vokál (1967–1968)
- Terry Luttrell – ének (1968–1972)
- Bob Crownover – gitár (1968–1969)
- Gregg Philbin – basszusgitár, vokál (1968–1977)
- Joe McCabe – szaxofon (1968)
- Marty Shepard – trombita (1968)
- Bill Fiorio – gitár (1969)
- Steve Scorfina – gitár (1969–1970)
- Gary Richrath – gitár, időnként ének (1970–1989; 2015-ben elhunyt)
- Mike Murphy – ének, időnként ritmusgitár (1973–1976)
- Graham Lear – dob (1988–1989)
- Miles Joseph – gitár (1989; 2012-ben elhunyt)
- Carla Day – vokál (1989)
- Melanie Jackson – vokál (1989)
- Jesse Harms – billentyűk (1989–1991)

## Diszkográfia
Stúdióalbumok
- R.E.O. Speedwagon (1971)
- R.E.O/T.W.O. (1972)
- Ridin' the Storm Out (1973)
- Lost in a Dream (1974)
- This Time We Mean It (1975)
- R.E.O. (1976)
- You Can Tune a Piano but You Can't Tuna Fish (1978)
- Nine Lives (1979)
- Hi Infidelity (1980)
- Good Trouble (1982)
- Wheels Are Turnin' (1984)
- Life as We Know It (1987)
- The Earth, a Small Man, His Dog and a Chicken (1990)
- Building the Bridge (1996)
- Find Your Own Way Home (2007)
- Not So Silent Night... Christmas with REO Speedwagon (2009)